# Leskhozni
Leskhozni (en rus: Лесхозный) és un poble (un possiólok) de la república d'Adiguèsia, a Rússia, que el 2022 tenia 5 habitants. Pertany al districte de Khakurinokhabl.